# Askahögen

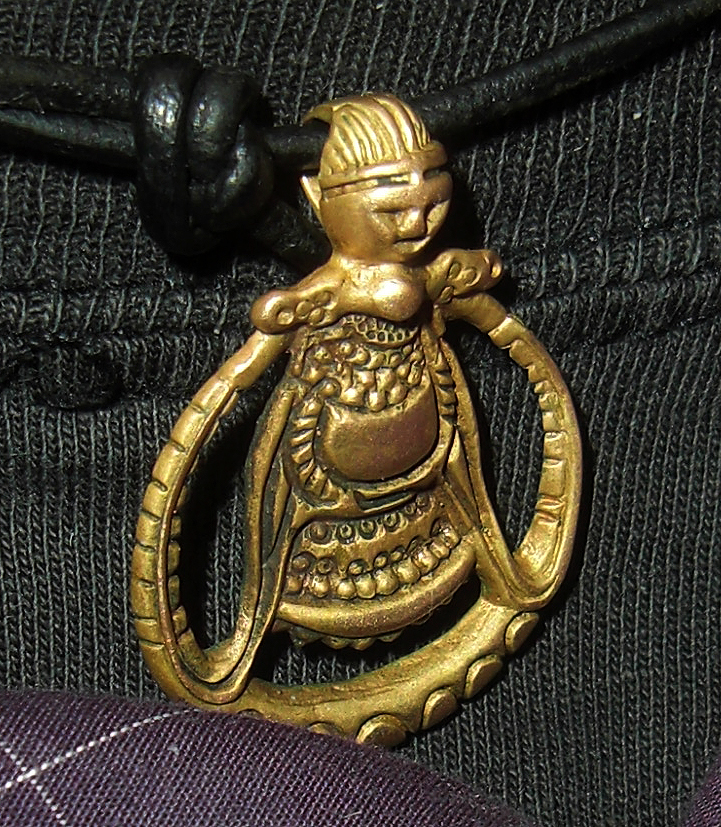
Freyjaamulett

Der Askahögen (deutsch „Aschenhügel“) im Weiler Aska (deutsch „Asche“) in Hagebyhöga, östlich von Vadstena in Östergötland war ein Machtzentrum der Wikingerzeit (800–1050 n. Chr.) in Schweden. Der Großhügel (schwedisch Storhög), der lange für eine Grabstätte gehalten wurde, erwies sich 2013 als Rest einer großen Wikinger-Halle.
Die Hallen- oder Zentralplatz-Forschung wird primär von archäologischer Seite betrieben. Ihre Analysen zeigen, dass viele Hallen niederbrannten (z. B. auch die 2009 entdeckte Halle in Uppåkra). Dies deutet darauf hin, dass Hallen nicht wie Hofstellen aufgegeben oder verlagert wurden, sondern ihre Bedeutung erst mit ihrer Zerstörung verloren. In Högom wurde über der abgebrannten Halle ein Grabhügel errichtet. Parallel werden Hallen auch in Schriftquellen (Nibelungenlied) auffallend häufig angezündet. Ein Brand zerstörte auch die Halle auf dem Askahögen.
Der etwa 3,0 m hohe Askahögen misst etwa 55,0 × 18,0 m und hat eine ovale Form. Mittels Georadar wurde eine etwa 47,5 Meter lange und 14,0 Meter breite Halle entdeckt. Die auf der flachen Oberseite des Hügels platzierte Halle verfügte über Doppelwände, vier Eingänge und möglicherweise über einen Herd im Zentrum. Die Pfähle hatten Durchmesser von etwa 1,0 Meter.
Es gibt Ähnlichkeiten mit Fornsigtuna (auch als Signhildsberg bekannt) bei Mälaren und mit Lejre in Dänemark. Am meisten ähnelt das Layout jedoch der vor kurzem teilweise ausgegrabenen großen Halle in Gamla Uppsala. Der Abstand zwischen den Doppelwänden war geringer als in Gamla Uppsala. Die Ähnlichkeit weist auf Kontakte zwischen den beiden Orten, aber in mancher Hinsicht ähnelt die Architektur auch den Wikingerburgen des Trelleborg-Typs.
Askahögens Halle wurde in der Vendelzeit (650–800 n. Chr.) errichtet. Sie kann im 9. Jahrhundert der Sitz eines Königs von Östergötland gewesen sein. Südlich von Aska bei Götala liegt eines von zwei Odinheiligtümern Schwedens. Einen Kilometer von Aske, in Klåstad, wurden die Reste einer hölzernen Kirche (Stabkirche) mit frühchristlichen Grabstätten gefunden sowie eine spätere Rundkirche. Die Holzkirche aus der ersten Hälfte des 11. Jahrhunderts ist Östergötlands älteste.
Im Jahr 1920 wurden nahe dem Askahögen – im Grab von Aska, einem reich ausgestatteten Frauengrab, das auch Zaumzeugteile enthielt – vergoldeter Schmuck, wie das Freyjaamulett und ein orientalischer Bronzekrug gefunden. In den 2000er-Jahren wurden mit Hilfe von Metalldetektoren Broschen, eine Kette und eine Silberfiligranperle, datiert in das 10. Jahrhundert, gefunden. Ein silberner Anhänger stellt einen Wikinger dar.